# Rhomborhina hamai
Rhomborhina hamai är en skalbaggsart som beskrevs av Shuhei Nomura 1964. Rhomborhina hamai ingår i släktet Rhomborhina och familjen Cetoniidae. Inga underarter finns listade i Catalogue of Life.